# Sikania (traghetto)
Sikania è una nave traghetto bidirezionale di proprietà di Bluferries, società del gruppo Ferrovie dello Stato Italiane. Entra in servizio nell'agosto 2021, presta servizio nello stretto di Messina tra i porti di Villa San Giovanni, Messina e Tremestieri.
Costruita nel 2019 dalla società Celt Navtecnica Maritime Services LTD presso i cantieri navali di Kanellos Shipyards, a Perama, in Grecia. La nave è adibita al solo trasporto di mezzi gommati e passeggeri ed è dotata di quattro propulsori orientabili a 360°, che le consentono una ampia capacità di manovra. 
Varata il 1º aprile 2021 con il nome Trinacria II, è stata rinominata Sikania nei giorni successivi.
A maggio 2021 ha effettuato i primi test e qualche corsa di prova sulla linea Perama - Paloukia.
Il 24 giugno 2021 ha lasciato Perama (Grecia) trainata dal rimorchiatore Paul della compagnia Somat.
Il 28 giugno 2021 è arrivata a Messina entrando in porto con i propri motori e assistita dai rimorchiatori Megrez e Capo d'Orlando. Il 23 luglio 2021 viene inaugurata al molo Norimberga e due giorni dopo ha effettuato dei test nello stretto di Messina. Il 6 agosto è entrata definitivamente in servizio regolare inizialmente soltanto con poche corse e poi a pieno regime a partire dal 15 settembre 2021.

## Navi gemelle
- Trinacria
- Athena